# Point de lendemain (Hervieu)
Point de lendemain est une pièce de théâtre, comédie en un acte et deux tableaux de Paul Hervieu, représentée pour la première fois au Cercle de l'Union Artistique le 11 janvier 1890, puis au Théâtre Parisien le 23 octobre 1895.

## Argument
Cette histoire de vengeance entre une baronne et deux gentilshommes du XVIIIe siècle est une adaptation de l'œuvre de Vivant Denon, Point de lendemain.

## Distribution
| Acteurs et actrices ayant créé les rôles |                   |
| Personnage                               | Acteur ou actrice |
| Damon                                    | X                 |
| Le Marquis                               | Camille Dumény    |
| Le Baron                                 | X                 |
| Un valet de chambre                      | X                 |
| La Baronne                               | Julia Bartet      |
| Une soubrette                            | Renée du Minil    |

| le 21 décembre 1909 ; Théâtre Femina |                   |
| Personnage                           | Acteur ou actrice |
| Damon                                | Georges Grand     |
| Le Marquis                           | Paul Numa         |
| Le Baron                             | Lafon             |
| Un valet de chambre                  | Décart            |
| La Baronne                           | Julia Bartet      |
| Une soubrette                        | X                 |